# 시드 골드스미스
시드 골드스미스(Syd Goldsmith, 1938년 7월 27일 ~)는 대만에 거주하는 미국 작가이다. 그는 외교관을 지냈으며, 미국재대만협회 가오슝 분처의 전 처장을 역임했다. 중국어 이름은 가오쓰원(高思文)이다.